# Lise Meitner
Lise Meitner (Viena, 7 de novembro de 1878 — Cambridge, 27 de outubro de 1968) foi uma física austríaca que estudou radioatividade e física nuclear, tendo sido a descobridora da fissão nuclear.

## Biografia
Foi a terceira de oito filhos de uma família judaica. Entrou na Universidade de Viena em 1901, onde foi aluna de Ludwig Boltzmann. Após o doutoramento partiu para Berlim, em 1907, para estudar com Max Planck e o químico Otto Hahn. Trabalhou com Hahn durante trinta anos, cada um dirigindo um departamento do Instituto Kaiser Wilhelm de Berlim. Hahn e Meitner colaboraram entre si no estudo da radioatividade, ela com seu conhecimento de física e ele com seu conhecimento de química.

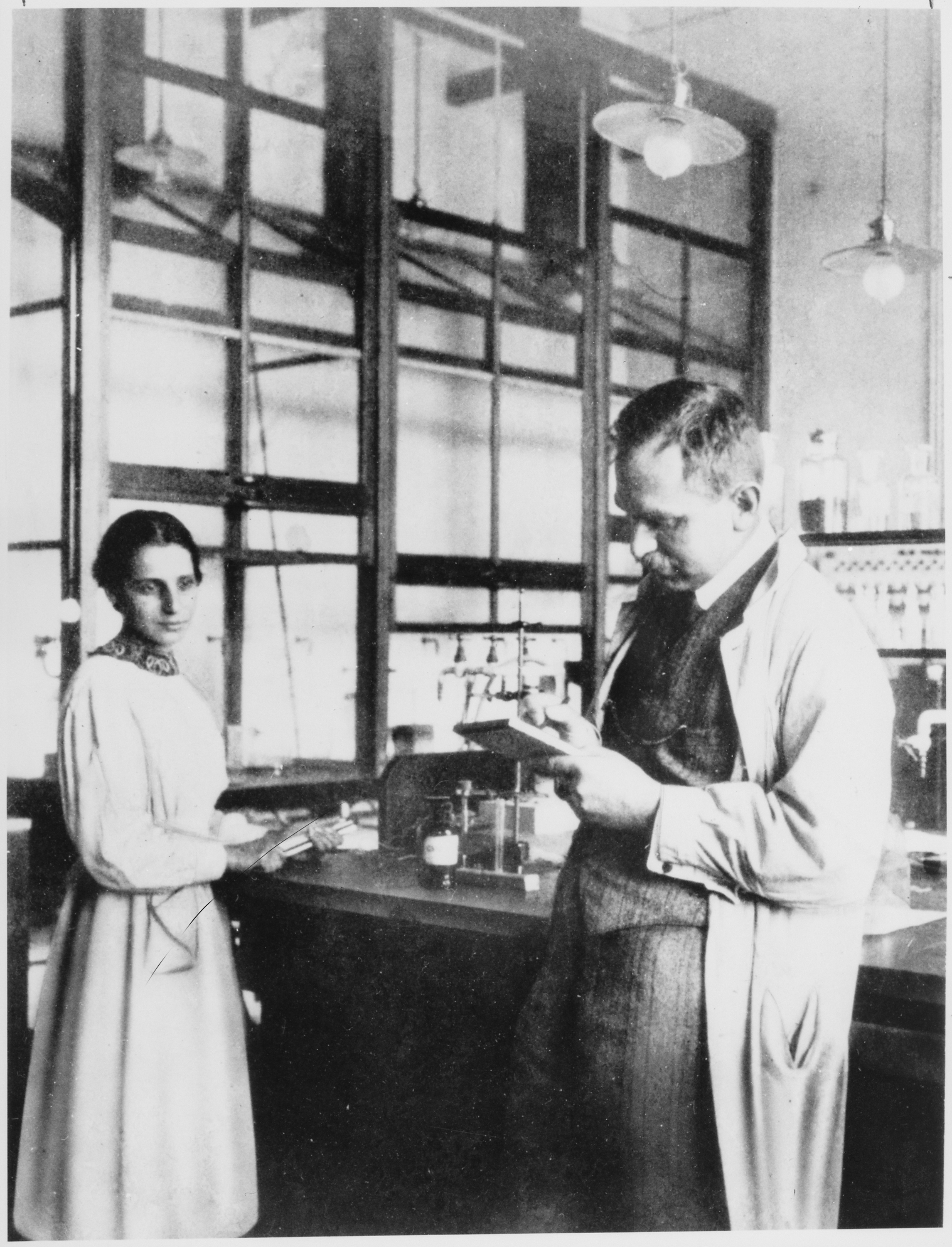
Lise Meitner e Otto Hahn

Em 1918 descobriram o elemento protactínio. Em 1923 Lise descobriu a transição não radioativa que passou a ser conhecida por efeito Auger, em honra a Pierre Auger, um cientista francês que descobrira independentemente o efeito, dois anos mais tarde.
Quando a Áustria foi anexada pela Alemanha em 1938, Meitner se viu forçada a fugir da Alemanha para a Suécia (via Países Baixos e Dinamarca), onde continuou seu trabalho no Instituto Manne Siegbahn em Estocolmo, porém com poucos recursos em parte devido ao preconceito de Siegbahn contra mulheres na ciência. Hahn e Fritz Straßmann deram continuidade ao trabalho iniciado anteriormente com Meitner. Hahn escrevia para Meitner descrevendo os resultados, e mais tarde encontraram-se clandestinamente em Copenhague, em novembro, para planejar uma nova rodada de experiências. As experiências químicas da evidência da fissão nuclear foram desenvolvidas no laboratório de Hahn em Berlim e publicadas em janeiro de 1939. Em fevereiro do mesmo ano, Meitner publicou através de uma carta à Revista Nature, junto com seu sobrinho Otto Frisch, quando esteve visitando-o na Dinamarca, a explicação física sobre o processo que denominou de fissão nuclear. Meitner provou que a divisão do átomo de Urânio (em átomos de Bário e Criptônio) libera energia e nêutrons, que por sua vez causam fissão em mais átomos liberando neutrões e assim sucessivamente, dando origem a uma série de fissões nucleares com liberação contínua de energia, num processo denominado reação em cadeia. Meitner reconheceu o potencial explosivo desse processo. Imediatamente esses resultados foram confirmados no mundo inteiro. Tal descoberta fez com que outros cientistas se juntassem para convencer Albert Einstein a escrever uma carta ao Presidente Franklin D. Roosevelt, alertando-o quanto aos riscos da Alemanha Nazista desenvolver a bomba nuclear, o que resultou no Projeto Manhattan.
Em 1944 Hahn recebeu o Prêmio Nobel de Química por sua pesquisa em fissão nuclear. Meitner foi ignorada pelo comitê (Siegmann fazia parte do comitê), principalmente porque Hahn não mencionou sua participação na pesquisa desde que ela deixou a Alemanha; muito pelo contrário, ele afirmou que seus experimentos químicos foram unicamente responsáveis por tal descoberta. Ajudantes de Meitner exigiram que fosse reconhecido que ela foi a primeira a provar através de seus cálculos a fissão nuclear, contudo não foi possível fornecer tal evidência para ajudá-la.
O erro cometido pelo instituto Nobel nunca foi reconhecido. Em setembro de 1966, a Comissão de Energia Atômica dos Estados Unidos concedeu o Prêmio Enrico Fermi a Hahn, Strassmann e Meitner por sua descoberta da fissão.
Em visita aos Estados Unidos em 1946, Meitner foi tratada como celebridade pela imprensa estado-unidense, como uma pessoa que "deixou a Alemanha com a bomba na bolsa". Ela foi eleita a "Mulher do Ano" pelo National Women’s Press Club (EUA) em 1946, e em 1949 recebeu a medalha Max Planck da Sociedade Alemã de Físicos.
O elemento 109 da tabela periódica foi nomeado "meitnério" (Mt) em sua homenagem pela IUPAC. Muitas pessoas consideram Lise Meitner a "mulher mais importante na ciência do século XX".
Participou da 7ª e 8ª Conferência de Solvay.

## Religião e ética
Apesar de ter sido originária e ter crescido em uma família judaica, Meitner tornou-se luterana ainda quando jovem e assim permaneceu pelo resto de sua vida. Ela não se considerava judia. Contudo, isso não impediu que não fosse perseguida pelo Regime Nazista. Ainda assim fazia objeções ao ser identificada como judia depois da guerra.

## Relações no trabalho
Hans Hermann Hupfeld trabalhou no Instituto Kaiser Wilhelm, Berlin Dahlem, de 1929 até 1932 com o Prof. Otto Hahn e a Profa. Lise Meitner. Sua pesquisa durante esse período resultou na descoberta do efeito Meitner–Hupfeld, que acabou fazendo parte da base de pesquisas que evoluiu para o Modelo padrão. O Prof. Hupfeld é normalmente ignorado em relatos sobre a vida e obra da Profa. Meitner apesar de seu trabalho conjunto.

## Falecimento
Lise faleceu em 27 de outubro de 1968, aos 89 anos. Encontra-se sepultada em St James Churchyard, Hampshire na Inglaterra.

## Publicações (seleção)
Lise Meitner publicou 169 trabalhos, dos quais uma pequena seleção é apresentada aqui:
- Wärmeleitung in inhomogenen Körpern. Hölder in Kommission, Wien 1906, OCLC 162935454 (dissertação: do II. Instituto de Física da Universidade Imperial e Real de Viena, apresentada na reunião de 22 de fevereiro de 1906, 13 páginas).
- Über die Absorption der α- und β-Strahlen. Phys. Z. Volume 7, 1906, S. 588–590.
- com O. Hahn: Die Muttersubstanz des Actiniums, ein Neues Radioaktives Element von Langer Lebensdauer. Phys. Z. Volume 19, 1918, S. 208–218.
- com O. Hahn: Über das Protactinium und die Frage nach der Möglichkeit seiner Herstellung als chemisches Element.  Die Naturwissenschaften. Volume 7, Nr. 33, 1919, S. 611–612, doi:10.1007/BF01498184.
- Über die b-Strahl-Spektra und ihren Zusammenhang com der g-Strahlung. Zeitschrift für Physik. Volume 11, 1922, S. 35–54.
- Über den Aufbau des Atominnern. Die Naturwissenschaften. Volume 15, Nr. 16, 1927, S. 369–378, doi:10.1007/BF01504760.
- Der Zusammenhang zwischen β- und γ-Strahlen. Ergebnisse der Exakten Naturwissenschaften. Nr. 3, 1924
- com M. Delbrück: Der Aufbau der Atomkerne: natürliche und künstliche Kernumwandlungen. Berlim 1935.
- com O. R. Frisch: Disintegration of Uranium by Neutrons: a New Type of Nuclear Reaction.  Nature. Volume 143, 1939, S. 239–240, doi:10.1038/143239a0.
- com O. Hahn: Atomenergie e Frieden. Schriftenreihe der Österr. UNESCO-Kommission. Frick, Wien 1954.
- The status of women in the professions. Physics Today. Volume 13, Nr. 8, 1960, S. 16–21.
- Wege und Irrwege zur Kernenergie. Naturwissenschaftliche Rundschau. Volume 16, 1963, S. 167–169.